# Список глав государств в 1926 году
| 1925 ← Список глав государств по годам → 1927 |

В списке перечислены лидеры государств по состоянию на 1926 год. В том случае, если ведущую роль в государстве играет коммунистическая партия, указан как де-юре глава государства — председатель высшего органа государственной власти, так и де-факто — глава коммунистической партии.
Если в 1926 году в каком-либо государстве произошла смена руководителя, в списке указываются оба из них. В случае если государство сменило флаг, указываются также оба флага.
Цветом выделены страны, в которых в данном году произошли смены власти вследствие следующих событий:
- Получение страной независимости;
- Военный переворот, революция, всеобщее восстание ;
- Президентские выборы;
- парламентские выборы, парламентский кризис;
- Смерть одного из руководителей страны;
- Иные причины.

## Значимые события
- 4 января
  - отправлен в отставку премьер-министр Болгарии Александр Цанков, правивший страной после переворота 1923 года. Новым премьер-министром назначен Андрей Ляпчев[1];
  - премьер-министр Греции генерал Теодорос Пангалос провозгласил себя диктатором[2];
- 8 января — султан Неджда Абдул-Азиз ибн Сауд коронован в Мекке как король Хиджаза. Образовано Королевство Неджда и Хиджаза[3];
- 10 января — на пост президента Боливии вступил Мариано Эрнандо Силес Рейес, избранный на президентских выборах 1 декабря 1925 года[4];
- 28 января — скоропостижно скончался премьер-министр Японии Такааки Като . Новым главой правительства назначен министр внутренних дел Рэйдзиро Вакацуки[5];
- 5 марта — премьер-министром Норвегии после падения либерального правительства стал представитель консервативной партии Хейре Ивар Люкке[6];
- 8 марта — премьер-министром Нидерландов стал министр внутренних дел Дирк Ян де Геер[7];
- 30 марта — премьер-министром Румынии назначен генерал Александру Авереску[8];
- 1 апреля — временное правительство Эквадора назначило временным президентом страны министра социального обеспечения Исидро Айору[9];
- 8 апреля — ушёл в отставку 80-летний Никола Пашич, ведущий югославский политик, с 1891 года неоднократно возглавлявший правительства Сербии и Югославии. Новым премьер-министром Югославии стал Никола Узунович[10];
- 6 апреля — диктатор Греции генерал Теодорос Пангалос занял пост президента после отставки адмирала Павлоса Кунтуриотиса[11];
- 20 апреля — после военного переворота 10 апреля в Пекине смещён с поста и бежал в Тяньцзинь временный президент Китая маршал Дуань Цижуй. В течение всего года функции главы китайского государства исполняли премьер-министры, назначаемые в ходе компромиссов между лидерами военных группировок У Пэйфу и Чжан Цзолиня[12];
- 15 мая
  - в результате восстания армии во главе с маршалом Юзефом Пилсудским ушли в отставку президент Польши Станислав Войцеховский и премьер-министр Винценты Витос[13];
  - новым рейхсканцлером Германии после отставки Ганса Лютера стал представитель католической партии Центра Вильгельм Маркс[14];
- 27 мая — войсками Франции и Испании ликвидирована самопровозглашённая Рифская республика на территории нынешнего Марокко. Президент республики Абд аль-Крим сдался французским войскам и был сослан на остров Реюньон[15];
- 29 мая — на второй день после начала Национальной революции в Португалии сложило полномочия последнее правительство первой республики во главе с Антониу Марией да Силвой[16];
- 31 мая — ушёл в отставку президент Португалии Бернардину Луиш Машаду Гимарайнш. Власть в стране перешла к капитану 1-го ранга Жозе Мендишу Кабесадашу[16];
- 4 июня — на пост президента Польши вступил сторонник Ю.Пилсудского профессор Игнацы Мосцицкий[13];
- 7 июня
  - созванный 2 июня Третий сейм Литвы избрал президентом страны Казиса Гринюса[17];
  - в Швеции пало социал-демократическое правительство Рикарда Сандлера. Новым премьер-министром стал представитель правоцентристской коалиции Карл Густав Экман[18];
  - премьер-министром Египта назначен Адли Якан-паша[19];
- 9 июня — эмират Афганистан провозглашён королевством, а афганский эмир Аманулла-хан — королём Афганистана[20];
- 15 июня — премьер-министром Литвы стал Миколас Слежявичус, представитель Литовской социалистической народной демократической партии (ляудининков), победившей на выборах 8-10 мая 1926 года. Сформировал правительство с участием социал-демократов[21];
- 19 июня — в Португалии по решению Конференции лидеров Национальной революции в Сакавене смещён с постов Жозе Мендиш Кабесадаш Жуниор. Новым президентом и премьер-министром назначен военный министр генерал Мануэл ди Оливейра Гомиш да Кошта[16];
- 29 июня — после коррупционного скандала ушёл в отставку премьер-министр Канады либерал Уильям Макензи Кинг. Новым премьер-министром назначен консерватор Артур Мейген . После того, как его кабинет потерпел поражение в парламенте 3 июля 1926 года, были назначены досрочные парламентские выборы[22];
- 9 июля — во время дворцового переворота в Португалии свергнут и арестован генерал Мануэл ди Оливейра Гомиш да Кошта. Новым президентом и премьер-министром стал генерал Ошкар Кармона[16];
- 19 июля — после падения очередного кабинета Аристида Бриана Эдуар Эррио сформировал последнее правительство распадающегося Левого блока[23];
- 23 июля — после распада Левого блока лидер правого Демократического альянса Раймон Пуанкаре сформировал «Правительство национального единения» с опорой на правые партии и фракции радикалов[23];
- 7 августа — на пост президента Колумбии вступил очередной представитель Консервативной партии Мигель Абадия Мендес, победивший на президентских выборах 14 февраля 1926 года[24];
- 21 августа — скончался первый король Бутана Угьен Вангчук. На престол вступил его сын Джигме Вангчук[25];
- 22 августа — очередной военный переворот в Греции. Отставной генерал Георгиос Кондилис сверг диктатуру генерала Т.Пангалоса и возглавил правительство страны. Адмирал Павлос Кунтуриотис восстановлен на посту президента[2];
- 25 сентября — правительство Канады вновь сформировал Уильям Макензи Кинг, лидер Либеральной партии, победившей на внеочередных парламентских выборах 14 сентября 1926 года[22];
- 26 сентября — во время поездки по стране скоропостижно скончался президент Гватемалы генерал Хосе Мария Орельяна. Новым президентом назначен генерал Ласаро Чакон[26];
- 2 октября — премьер-министром Польши стал маршал Юзеф Пилсудский[13].
- 14 ноября — после отставки диктатора Эмилиано Чаморро на пост президента Никарагуа вступил избранный конгрессом Адольфо Диас[27][28];
- 15 ноября — на пост президента Бразилии вступил Вашингтон Луиш Перейра ди Соза, победивший на президентских выборах 1 марта 1926 года[29];
- 4 декабря — премьер-министром Греции стал Александрос Займис, лидер Либеральной партии, победившей на парламентских выборах 7 ноября 1926 года[2][11];
- 13 декабря — новое правительство Финляндии сформировал председатель Социал-демократической партии Вяйнё Таннер[30];
- 14 декабря — в Дании после парламентских выборов 2 декабря 1926 года ушло в отставку социал-демократическое правительство Торвальда Стаунинга. Новым премьер-министром стал представитель либеральной партии Венстре Томас Мадсен-Мюгдаль[31][32];
- 17 декабря — литовская армия во главе с майором Повиласом Плехавичюсом осуществляет военный переворот в Каунасе. Президент Казис Гринюс и премьер-министр левоцентристского правительства Миколас Слежявичус смещены и арестованы. Премьер-министром назначен представитель правонационалистической партии таутининков Аугустинас Вольдемарас[33];
- 19 декабря
  - сейм Литвы избрал президентом лидера таутининков Антанаса Сметону[17];
  - правительство Латвии сформировал социал-демократ Маргерс Скуениекс[34];
- 25 декабря — в Токио после длительной болезни скончался император Японии Ёсихито. На престол вступил наследный принц Хирохито, с 1921 года бывший регентом при отце[35][36].

## Азия
|                                                              | Арабские эмираты (протектораты Великобритании)                   |                                                          |                                                             |                                                                                       |                      |  |
|                                                              |                                                                  | Абу-Даби                                                 | Эмир                                                        | Султан II ибн Заид Аль Нахайян Сакр ибн Заид Аль Нахайян                              | 1922—1926 —1928      |  |
|                                                              | Аджман                                                           | Эмир                                                     | Хумайд III ибн Абд аль-Азиз                                 | 1910—1928                                                                             |                      |  |
|                                                              | Дубай                                                            | Шейх                                                     | Саид ибн Мактум                                             | 1912—1958                                                                             |                      |  |
|                                                              | Рас-эль-Хайма                                                    | Эмир                                                     | Султан II ибн Салим                                         | 1921—1948                                                                             |                      |  |
|                                                              | Умм-эль-Кайвайн                                                  | Эмир                                                     | Хамад бин Ибрагим                                           | 1923—1929                                                                             |                      |  |
|                                                              | Эль-Фуджайра                                                     | Шейх                                                     | Хамад I бин Абдаллах                                        | 1876—1936                                                                             |                      |  |
|                                                              | Шарджа                                                           | Шейх                                                     | Султан II бин Сакр                                          | 1924—1951                                                                             |                      |  |
|                                                              | Асир                                                             | Асир                                                     | Эмир                                                        | Али ибн Мухаммед аль-Идриси Аль-Хасан ибн Али                                         | 1923 — 1926 — 1934   |  |
|                                                              | Афганистан                                                       | Афганистан                                               | Король                                                      | Аманулла                                                                              | 1926 — 1929          |  |
|                                                              | Бахрейн (протекторат Великобритании)                             | Бахрейн (протекторат Великобритании)                     | Хаким                                                       | Иса ибн Али Аль Халифа                                                                | 1869—1932            |  |
|                                                              | Британская Бирма (Шанские княжества)                             |                                                          |                                                             |                                                                                       |                      |  |
|                                                              |                                                                  | Йонгве                                                   | Саофа                                                       | Сао Монг                                                                              | 1864—1885, 1897—1926 |  |
|                                                              | Кенгтунг                                                         | Саофа                                                    | Конг Кьо Инталенг                                           | 1895—1935                                                                             |                      |  |
|                                                              | Локсок (Ятсок)                                                   | Саофа                                                    | Хкун Нсок                                                   | 1900—1946                                                                             |                      |  |
|                                                              | Мокме                                                            | Саофа                                                    | Хкун Хконг                                                  | 1915—1959                                                                             |                      |  |
|                                                              | Монгнай                                                          | Саофа                                                    | Хкун Кьо Сам                                                | 1914—1928                                                                             |                      |  |
|                                                              | Монгпай                                                          | саофа                                                    | Хкун Пин Нья                                                | 1908—1959                                                                             |                      |  |
|                                                              | Монгпон                                                          | Саофа                                                    | Хкун Ти                                                     | 1860—1928                                                                             |                      |  |
|                                                              | Северное Сенви                                                   | Саофа                                                    | Хом Хпа                                                     | 1915—1959                                                                             |                      |  |
|                                                              | Сипау                                                            | Саофа                                                    | Сао Хке                                                     | 1902—1928                                                                             |                      |  |
|                                                              | Южное Сенви                                                      | Саофа                                                    | Сао Сонг                                                    | 1913—1946                                                                             |                      |  |
|                                                              | Британская Индия                                                 | Британская Индия                                         | Император                                                   | Георг V                                                                               | 1910—1936            |  |
| Вице-король                                                  | Британская Индия                                                 | Британская Индия                                         | Руфус Айзекс Эдуард Вуд                                     | 1921—1926 —1931                                                                       |                      |  |
|                                                              |                                                                  | Аджайгарх                                                | Савай махараджа                                             | Бхопал Сингх                                                                          | 1919—1942            |  |
|                                                              | Алвар                                                            | Махараджа                                                | Джай Сингх Прабхакар                                        | 1892—1937                                                                             |                      |  |
|                                                              | Алираджпур                                                       | Рана                                                     | Пратап Сингх II                                             | 1891—1941                                                                             |                      |  |
|                                                              | Баони                                                            | Наваб                                                    | Мохаммад Муштак аль-Хасан Хан                               | 1911—1947                                                                             |                      |  |
|                                                              | Бансвара                                                         | Раджа                                                    | Притви Сингх                                                | 1913—1944                                                                             |                      |  |
|                                                              | Барвани                                                          | Рана                                                     | Ранджит Сингх                                               | 1894—1930                                                                             |                      |  |
|                                                              | Барода                                                           | Махараджа                                                | Саяджирао Гаеквад III                                       | 1875—1939                                                                             |                      |  |
|                                                              | Бахавалпур                                                       | Наваб                                                    | Садик Мухаммад Хан V                                        | 1907—1947                                                                             |                      |  |
|                                                              | Башахра                                                          | Раджа                                                    | Падам Сингх                                                 | 1914—1947                                                                             |                      |  |
|                                                              | Бенарес                                                          | Махараджа бахадур                                        | Прабху Нарайян Сингх                                        | 1889—1931                                                                             |                      |  |
|                                                              | Биджавар                                                         | Савай махараджа                                          | Савант Сингх                                                | 1899—1940                                                                             |                      |  |
|                                                              | Биканер                                                          | Махараджа                                                | Ганга Сингх                                                 | 1887—1943                                                                             |                      |  |
|                                                              | Биласпур (Калур)                                                 | Раджа                                                    | Биджай Чанд                                                 | 1889—1927                                                                             |                      |  |
|                                                              | Бунди                                                            | Махарао раджа                                            | Рагубир Сингх                                               | 1889—1927                                                                             |                      |  |
|                                                              | Бхавнагар                                                        | Махараджа                                                | Кришна Кумарсинхжи Бхавсинхжи                               | 1919—1947                                                                             |                      |  |
|                                                              | Бхаратпур                                                        | Махараджа                                                | Кишан Сингх                                                 | 1900—1929                                                                             |                      |  |
|                                                              | Бхопал                                                           | наваб                                                    | Каикхусрау Джахан Бегум Хамидулла Хан                       | 1901—1926 —1949                                                                       |                      |  |
|                                                              | Ванканер                                                         | Махарана радж сахиб                                      | Амарсинхджи Банесинджи                                      | 1881—1947                                                                             |                      |  |
|                                                              | Гангпур                                                          | Раджа                                                    | Бхабани Шанкар Део                                          | 1917—1930                                                                             |                      |  |
|                                                              | Гархвал                                                          | махараджа                                                | Нарендра Шах                                                | 1913—1946                                                                             |                      |  |
|                                                              | Гвалиор                                                          | Махараджа                                                | Дживаджирао Шинде                                           | 1925—1948                                                                             |                      |  |
|                                                              | Гондал                                                           | Тхакур сахиб                                             | Бхагвацинхжи Саграмсинхджи                                  | 1869—1944                                                                             |                      |  |
|                                                              | Даспалла                                                         | раджа                                                    | Кишор Чандра Део Бханж                                      | 1913—1948                                                                             |                      |  |
|                                                              | Датия                                                            | Махараджа                                                | Говинд Сингх                                                | 1907—1947                                                                             |                      |  |
|                                                              | Девас младшее                                                    | Махараджа                                                | Малхар Рао                                                  | 1918—1934                                                                             |                      |  |
|                                                              | Девас старшее                                                    | Махараджа                                                | Тукоджи Рао III                                             | 1918—1937                                                                             |                      |  |
|                                                              | Джайпур                                                          | Махараджа савай                                          | Мадхо Сингх II Ман Сингх II                                 | 1922—1948                                                                             |                      |  |
|                                                              | Джанджира                                                        | Наваб                                                    | Мохаммад-Хан II                                             | 1922—1947                                                                             |                      |  |
|                                                              | Джайсалмер                                                       | Махаравал                                                | Джавахир Сингх                                              | 1914—1947                                                                             |                      |  |
|                                                              | Джалавад (Дрангадхра)                                            | Махараджа                                                | Ганшьямсинхджи Аджитсинхджи                                 | 1918—1942                                                                             |                      |  |
|                                                              | Джамму и Кашмир                                                  | Махараджа                                                | Хари Сингх                                                  | 1925—1947                                                                             |                      |  |
|                                                              | Джаора                                                           | Наваб                                                    | Мухаммад Ифтихар Али                                        | 1895—1947                                                                             |                      |  |
|                                                              | Дженкантал                                                       | Махараджа                                                | Шанкар Пратап Сингх Дев Махендра                            | 1918—1948                                                                             |                      |  |
|                                                              | Джинд                                                            | Махараджа                                                | Ранбир Сингх                                                | 1911—1947                                                                             |                      |  |
|                                                              | Джхабуа                                                          | Раджа                                                    | Удай Сингх                                                  | 1895—1942                                                                             |                      |  |
|                                                              | Джунагадх                                                        | Наваб                                                    | Мохаммад Махабат Ханджи III                                 | 1911—1947                                                                             |                      |  |
|                                                              | Джхалавар                                                        | Махараджа                                                | Бхавани Сингх                                               | 1899—1929                                                                             |                      |  |
|                                                              | Дир                                                              | Наваб                                                    | Мохаммад Шах Джахан Хан                                     | 1925—1960                                                                             |                      |  |
|                                                              | Дхолпур                                                          | Махараджа рана                                           | Удайбхану Сингх                                             | 1911—1947                                                                             |                      |  |
|                                                              | Дунгарпур                                                        | Махараджа                                                | Лакшман Сингх                                               | 1918—1947                                                                             |                      |  |
|                                                              | Дхар                                                             | Раджа                                                    | Удаджи Радж II Павар Ананд Радж IV Павар                    | 1898—1926 —1947                                                                       |                      |  |
|                                                              | Идар                                                             | Махараджа                                                | Даулат Сингх                                                | 1911—1931                                                                             |                      |  |
|                                                              | Индаур                                                           | Махараджа                                                | Тукоджи Рао III Холкар XIII Яшвант Рао Холкар II            | 1903—1926 —1948                                                                       |                      |  |
|                                                              | Калат                                                            | Хан                                                      | Махмуд II                                                   | 1893—1931                                                                             |                      |  |
|                                                              | Камбей                                                           | наваб                                                    | Низам ад-Даула Наджм                                        | 1915—1948                                                                             |                      |  |
|                                                              | Капуртхала                                                       | Махараджа                                                | Джагатджит Сингх                                            | 1911—1947                                                                             |                      |  |
|                                                              | Караули                                                          | Махараджа                                                | Бханвар Пал                                                 | 1886—1927                                                                             |                      |  |
|                                                              | Кач                                                              | Махараджа                                                | Кхенгарджи III                                              | 1875—1942                                                                             |                      |  |
|                                                              | Кишангарх                                                        | Махараджа                                                | Мадан Сингх Ягья Нарайян Сингх                              | 1900—1926 —1939                                                                       |                      |  |
|                                                              | Колхапур                                                         | Махараджа                                                | Раджарам II                                                 | 1922—1940                                                                             |                      |  |
|                                                              | Кота                                                             | Махарао                                                  | Умед Сингх II                                               | 1889—1940                                                                             |                      |  |
|                                                              | Кочин                                                            | Махараджа                                                | Рама Варма XVI                                              | 1915—1932                                                                             |                      |  |
|                                                              | Куч-Бихар                                                        | Махараджа                                                | Джагаддипендра Нарайян                                      | 1922—1949                                                                             |                      |  |
|                                                              | Лас Бела                                                         | Хан                                                      | Гулям Мухаммад                                              | 1921—1937                                                                             |                      |  |
|                                                              | Лохару                                                           | Наваб                                                    | Азиз-уд-Дин Ахмад-Хан Амин-уд-Дин Ахмад-Хан II              | 1920—1926 —1947                                                                       |                      |  |
|                                                              | Лунавада                                                         | рана                                                     | Вакхат Сингх                                                | 1867—1929                                                                             |                      |  |
|                                                              | Майсур                                                           | Махараджа                                                | Кришнараджа Водеяр IV                                       | 1894—1940                                                                             |                      |  |
|                                                              | Макран                                                           | Наваб                                                    | Азам Джан Балох                                             | 1922—1948                                                                             |                      |  |
|                                                              | Малеркотла                                                       | Наваб                                                    | Ахмад Али Хан                                               | 1908—1947                                                                             |                      |  |
|                                                              | Манди                                                            | Раджа                                                    | Джогиндер Сен                                               | 1913—1948                                                                             |                      |  |
|                                                              | Манипур                                                          | Махараджа                                                | Чурачандра Сингх                                            | 1918—1941                                                                             |                      |  |
|                                                              | Марвар (Джодхпур)                                                | махараджа                                                | Умайд Сингх                                                 | 1918—1947                                                                             |                      |  |
|                                                              | Мевар (Удайпур)                                                  | Махарана                                                 | Фатех Сингх                                                 | 1884—1930                                                                             |                      |  |
|                                                              | Морви                                                            | Тхакур сахиб махараджа                                   | Лахдирджи Вагджи                                            | 1926—1947                                                                             |                      |  |
|                                                              | Мудхол                                                           | Раджа                                                    | Малоджирао IV Радж Горпаде                                  | 1900—1937                                                                             |                      |  |
|                                                              | Набха                                                            | Махараджа                                                | Рипудаман Сингх                                             | 1911—1928                                                                             |                      |  |
|                                                              | Наванагар                                                        | Джам сахеб                                               | Ранджитсинхджи Вибхаджи II                                  | 1907—1933                                                                             |                      |  |
|                                                              | Нарсингхгарх                                                     | Раджа                                                    | Викрам Сингх                                                | 1924—1947                                                                             |                      |  |
|                                                              | Орчха                                                            | Махараджа                                                | Пратап Сингх                                                | 1874—1930                                                                             |                      |  |
|                                                              | Паланпур                                                         | Наваб-сахиб                                              | Талей Мухаммад Хан                                          | 1918—1947                                                                             |                      |  |
|                                                              | Панна                                                            | Махараджа                                                | Ядвендра Сингх Джудео                                       | 1902—1947                                                                             |                      |  |
|                                                              | Патиала                                                          | Махараджа                                                | Бхупиндер Сингх                                             | 1900—1938                                                                             |                      |  |
|                                                              | Порбандар                                                        | Махараджа сахиб                                          | Натварсинхджи Бхавсинхджи                                   | 1918—1948                                                                             |                      |  |
|                                                              | Пратабгарх                                                       | Махарават                                                | Рагхунат Сингх                                              | 1890—1929                                                                             |                      |  |
|                                                              | Пудуккоттай                                                      | Раджа                                                    | Мартанда Бхайрава Тондаймен                                 | 1886—1928                                                                             |                      |  |
|                                                              | Раджгарх                                                         | Раджа                                                    | Бирендра Сингх                                              | 1916—1936                                                                             |                      |  |
|                                                              | Раджпипла                                                        | Махарана                                                 | Виджайсинхджи                                               | 1915—1948                                                                             |                      |  |
|                                                              | Радханпуа                                                        | Наваб                                                    | Мохаммад Джалал ад-Дин Хан                                  | 1910—1936                                                                             |                      |  |
|                                                              | Рампур                                                           | наваб                                                    | Хамид Али Хан                                               | 1889—1930                                                                             |                      |  |
|                                                              | Ратлам                                                           | Махараджа                                                | Саджан Сингх                                                | 1921—1947                                                                             |                      |  |
|                                                              | Рева                                                             | Махараджа                                                | Гулаб Сингх Джу Део                                         | 1918—1946                                                                             |                      |  |
|                                                              | Савантвади                                                       | Раджа                                                    | Кхем Савант V Бхонсле                                       | 1913—1937                                                                             |                      |  |
|                                                              | Саилана                                                          | Раджа                                                    | Дилип Сингх                                                 | 1919—1948                                                                             |                      |  |
|                                                              | Самтхар                                                          | Махараджа                                                | Бир Сингх                                                   | 1896—1935                                                                             |                      |  |
|                                                              | Сангли                                                           | Рао                                                      | Чинтаман Рао II Дхунди                                      | 1903—1932                                                                             |                      |  |
|                                                              | Сват                                                             | Вали                                                     | Мьянгул Абдул Вадуд                                         | 1918—1947                                                                             |                      |  |
|                                                              | Сирмур                                                           | Махараджа                                                | Амар Пракаш                                                 | 1911—1933                                                                             |                      |  |
|                                                              | Сирохи                                                           | Махарао                                                  | Сапур Рам Сингх                                             | 1920—1946                                                                             |                      |  |
|                                                              | Ситамау                                                          | Раджа                                                    | Радж Рам Сингх II                                           | 1900—1947                                                                             |                      |  |
|                                                              | Сонепур                                                          | Махараджа                                                | Митродайя Сингх Део                                         | 1902—1937                                                                             |                      |  |
|                                                              | Сукет                                                            | Раджа                                                    | Лакшман Сен                                                 | 1919—1947                                                                             |                      |  |
|                                                              | Тонк                                                             | Наваб                                                    | Мухаммад Ибрагим Али Хан                                    | 1867—1930                                                                             |                      |  |
|                                                              | Траванкор                                                        | Махараджа                                                | Читхира Тхирунал Баларама Варма II                          | 1924—1949                                                                             |                      |  |
|                                                              | Трипура                                                          | Махааджа                                                 | Бикрама Кишор Маникья                                       | 1923—1947                                                                             |                      |  |
|                                                              | Фаридкот                                                         | Махараджа                                                | Хариндер Сингх                                              | 1918—1947                                                                             |                      |  |
|                                                              | Хаирпур                                                          | Мир                                                      | Али Наваз Хан Талпур                                        | 1921—1935                                                                             |                      |  |
|                                                              | Хайдарабад                                                       | Низам                                                    | Асаф Джах VII                                               | 1911—1948                                                                             |                      |  |
|                                                              | Харан                                                            | Мир                                                      | Хабибулла                                                   | 1911—1948                                                                             |                      |  |
|                                                              | Хиндол                                                           | раджа                                                    | Наба Кишор Чандра                                           | 1906—1948                                                                             |                      |  |
|                                                              | Хунза                                                            | мир                                                      | Мохаммад Назим Хан                                          | 1892—1938                                                                             |                      |  |
|                                                              | Чамба                                                            | Раджа                                                    | Рам Сингх                                                   | 1919—1935                                                                             |                      |  |
|                                                              | Чаркхари                                                         | Махараджа                                                | Аримардан Сингх                                             | 1920—1941                                                                             |                      |  |
|                                                              | Читрал                                                           | мехтар                                                   | Шуджа уль-Мульк                                             | 1895—1936                                                                             |                      |  |
|                                                              | Чхатарпур                                                        | Махараджа                                                | Вишванатх Сингх                                             | 1895—1932                                                                             |                      |  |
|                                                              | Шахпура                                                          | Раджа                                                    | Нахар Сингх                                                 | 1870—1932                                                                             |                      |  |
|                                                              | Бруней (протекторат Великобритании)                              | Бруней (протекторат Великобритании)                      | Султан                                                      | Ахмад Таджуддин                                                                       | 1924—1950            |  |
|                                                              | Бутан                                                            | Бутан                                                    | Король                                                      | Угьен Вангчук Джигме Вангчук                                                          | 1907—1926 —1952      |  |
|                                                              | Вьетнам (протекторат Франции Аннам)                              | Вьетнам (протекторат Франции Аннам)                      | Император                                                   | Бао-дай-де                                                                            | 1925—1945            |  |
|                                                              | Индонезийские султанаты                                          |                                                          |                                                             |                                                                                       |                      |  |
|                                                              |                                                                  |                                                          |                                                             |                                                                                       |                      |  |
|                                                              | Бачан (протекторат Нидерландов)                                  | Султан                                                   | Мухаммад Усман                                              | 1900—1935                                                                             |                      |  |
|                                                              | Дели (протекторат Нидерландов)                                   | Султан                                                   | Амалуддин аль-Сани Перкаша Алам Шах                         | 1924—1945                                                                             |                      |  |
|                                                              | Джокьякарта (протекторат Нидерландов)                            | Султан                                                   | Хаменгкубувоно VIII                                         | 1921—1939                                                                             |                      |  |
|                                                              | Мангкунегаран (протекторат Нидерландов)                          | султан                                                   | Мангкунегара VII                                            | 1916—1944                                                                             |                      |  |
|                                                              | Понтианак (протекторат Нидерландов)                              | Султан                                                   | Мухаммад Алькадри                                           | 1895—1944                                                                             |                      |  |
|                                                              | Саравак (протекторат Великобритании)                             | Раджа                                                    | Чарльз Вайнер Брук                                          | 1917—1946                                                                             |                      |  |
|                                                              | Сиак (протекторат Нидерландов)                                   | Султан                                                   | Зияриф Касим II                                             | 1915—1949                                                                             |                      |  |
|                                                              | Суракарта (протекторат Нидерландов)                              | Сусухунан                                                | Пакубовоно X                                                | 1893—1939                                                                             |                      |  |
|                                                              | Ирак (протекторат Великобритании)                                | Ирак (протекторат Великобритании)                        | Король                                                      | Фейсал I                                                                              | 1921—1933            |  |
| Премьер-министр                                              | Ирак (протекторат Великобритании)                                | Ирак (протекторат Великобритании)                        | Абд аль-Мухсин ас-Саадун Джафар аль-Аскари                  | (1922—1923, 1925—1926, 1928—1929, 1929) (1923—1924, 1926—1928)                        |                      |  |
|                                                              | Иран                                                             | Иран                                                     | Шах                                                         | Реза Пехлеви                                                                          | 1925—1941            |  |
| Премьер-министр                                              | Иран                                                             | Иран                                                     | Мохаммед Али Форуги Мирза Хасан-хан Мустовфи                | (1925—1926, 1933—1935, 1941—1942) (1910—1911, 1913—1915, 1915, 1918, 1923, 1926—1927) |                      |  |
|                                                              | Йеменское королевство                                            | Йеменское королевство                                    | Король                                                      | Яхья бин Мухаммед Хамид-ад-Дин                                                        | 1918—1948            |  |
|                                                              | Йеменские султанаты и шейхства (протекторат Великобритании Аден) |                                                          |                                                             |                                                                                       |                      |  |
|                                                              |                                                                  | Алави                                                    | Шейх                                                        | Мухсин ибн Али аль-Алави                                                              | 1925—1940            |  |
|                                                              | Акраби                                                           | Шейх                                                     | Аль-Фадль ибн Абдалла аль-Акраби                            | 1905—1940                                                                             |                      |  |
|                                                              | Аудхали                                                          | султан                                                   | Аль-Касим ибн Хамид                                         | 1900—1928                                                                             |                      |  |
|                                                              | Верхний Аулаки                                                   | Султан                                                   | Салих ибн Абдалла                                           | 1887—1935                                                                             |                      |  |
|                                                              | Верхняя Яфа                                                      | Султан                                                   | Салих II бин Умар аль-Хархара                               | 1919—1927                                                                             |                      |  |
|                                                              | Дали                                                             | Эмир                                                     | Хайдара бин Насир аль-Амири                                 | 1920—1928                                                                             |                      |  |
|                                                              | Касири                                                           | Султан                                                   | Мансур ибн Галиб                                            | 1880—1929                                                                             |                      |  |
|                                                              | Куайти                                                           | Султан                                                   | Умар ибн Авад аль-Куайти                                    | 1922—1936                                                                             |                      |  |
|                                                              | Лахедж                                                           | Султан                                                   | Абд аль-Карим II ибн Фадл                                   | 1915—1947                                                                             |                      |  |
|                                                              | Мафлахи                                                          | Шейх                                                     | Аль-Касим ибн Абд аль-Рахман                                | 1920—1967                                                                             |                      |  |
|                                                              | Махра                                                            | Султан                                                   | Абдаллах III бин Иса                                        | 1907—1928                                                                             |                      |  |
|                                                              | Нижний Аулаки                                                    | Султан                                                   | Мунассар II ибн Али аль-Аулаки                              | 1924—1930                                                                             |                      |  |
|                                                              | Нижняя Яфа                                                       | Cултан                                                   | Айдарус ибн Мухсин аль-Афифи                                | 1925—1958                                                                             |                      |  |
|                                                              | Фадли                                                            | Cултан                                                   | Абд аль-Кадир бин Ахмад                                     | 1924—1927                                                                             |                      |  |
|                                                              | Шаиб                                                             | Шейх                                                     | Мутаххар ибн Мани аль-Саклади                               | 1915—1935                                                                             |                      |  |
|                                                              | Камбоджа (протекторат Франции)                                   | Камбоджа (протекторат Франции)                           | Король                                                      | Сисоват I                                                                             | 1904—1927            |  |
|                                                              | Катар (протекторат Великобритании) (протекторат Франции)         | Катар (протекторат Великобритании) (протекторат Франции) | Эмир                                                        | Абдаллах бин Джасим Аль Тани                                                          | 1913—1949            |  |
|                                                              | Китайская Республика                                             | Китайская Республика                                     | Президент                                                   | Дуань Цижуй Ху Вэйдэ (и. о.) Янь Хуэйцин (и. о.) Ду Сигуй (и. о.) Гу Вэйцзюнь         | 1924—1926 —1927      |  |
| Председатель государственного совета                         | Китайская Республика                                             | Китайская Республика                                     | Сюй Шиин Цзя Дэяо Ху Вэйдэ Янь Хуэйцин Ду Сигуй Гу Вэйцзюнь | 1925—1926 —1927                                                                       |                      |  |
|                                                              | Кувейт (протекторат Великобритании)                              | Кувейт (протекторат Великобритании)                      | Шейх                                                        | Ахмед аль-Джабер ас-Сабах (Ахмед I)                                                   | 1921—1950            |  |
|                                                              | Ливан (протекторат Франции)                                      | Ливан (протекторат Франции)                              | Президент                                                   | Шарль Деббас                                                                          | 1926—1934            |  |
| Премьер-министр                                              | Ливан (протекторат Франции)                                      | Ливан (протекторат Франции)                              | Огюст Адиб Паша                                             | 1926—1927                                                                             |                      |  |
|                                                              | Луангпхабанг (протекторат Франции)                               | Луангпхабанг (протекторат Франции)                       | Король                                                      | Сисаванг Вонг                                                                         | 1904—1945            |  |
|                                                              | Малайские султанаты                                              |                                                          |                                                             |                                                                                       |                      |  |
|                                                              |                                                                  | Джохор                                                   | Султан                                                      | Ибрагим аль Масихур                                                                   | 1895—1957            |  |
|                                                              | Кедах (протекторат Великобритании)                               | Cултан                                                   | Абдул Хамид Халим                                           | 1881—1943                                                                             |                      |  |
|                                                              | Келантан (протекторат Великобритании)                            | Султан                                                   | Исмаил ибн Альмархум                                        | 1920—1944                                                                             |                      |  |
|                                                              | Негери-Сембилан (протекторат Великобритании)                     | Ямтуан бесар                                             | Мухаммад                                                    | 1888—1933                                                                             |                      |  |
|                                                              | Паханг (протекторат Великобритании)                              | Султан                                                   | Абдулла I аль-Мутасим Биллах Шах                            | 1917—1932                                                                             |                      |  |
|                                                              | Перак (протекторат Великобритании)                               | Султан                                                   | Искандар-шах                                                | 1918—1938                                                                             |                      |  |
|                                                              | Перлис (протекторат Великобритании)                              | Раджа                                                    | Алва                                                        | 1905—1943                                                                             |                      |  |
|                                                              | Селангор (протекторат Великобритании)                            | Султан                                                   | Алааддин Сулейман                                           | 1898—1938                                                                             |                      |  |
|                                                              | Тренгану (протекторат Великобритании)                            | Султан                                                   | Сулайман Бадрул Алам Шах                                    | 1920—1942                                                                             |                      |  |
|                                                              | Мальдивы (протекторат Великобритании)                            | Мальдивы (протекторат Великобритании)                    | султан                                                      | Мухаммад Шамсуддин III                                                                | 1893, 1902—1934      |  |
|                                                              | Монгольская Народная Республика                                  | Монгольская Народная Республика                          | Председатель Великого Государственного Хурала               | Пэлжидийн Гэндэн                                                                      | 1924—1927            |  |
| Председатель ЦК Монгольской народной партии                  | Монгольская Народная Республика                                  | Монгольская Народная Республика                          | Цэрэн-Очирын Дамбадорж                                      | 1924—1928                                                                             |                      |  |
| Премьер-министр                                              | Монгольская Народная Республика                                  | Монгольская Народная Республика                          | Балингийн Цэрэндорж                                         | 1923—1928                                                                             |                      |  |
|                                                              | Неджд                                                            | Неджд                                                    | Султан                                                      | Абдул-Азиз Аль Сауд                                                                   | 1921—1926            |  |
| В 1926 году объединился с Хиджазом                           | Неджд                                                            | Неджд                                                    |                                                             |                                                                                       |                      |  |
|                                                              | Неджд и Хиджаз                                                   | Неджд и Хиджаз                                           | Король                                                      | Абдул-Азиз Аль Сауд                                                                   | 1926—1932            |  |
|                                                              | Непал                                                            | Непал                                                    | Король                                                      | Трибхуван                                                                             | 1911—1955            |  |
| Премьер-министр                                              | Непал                                                            | Непал                                                    | Чандра Шамшер Рана                                          | 1901—1929                                                                             |                      |  |
|                                                              | Оман (протекторат Великобритании)                                | Оман (протекторат Великобритании)                        | Султан                                                      | Теймур бин Фейсал                                                                     | 1913—1932            |  |
|                                                              | Сиам (Раттанакосин)                                              | Сиам (Раттанакосин)                                      | Король                                                      | Рама VII (Прачадипок)                                                                 | 1925—1935            |  |
|                                                              | Сикким (протекторат Великобритании)                              | Сикким (протекторат Великобритании)                      | Чогьял                                                      | Таши Намгьял                                                                          | 1914—1963            |  |
|                                                              | Тибет (протекторат Китайской Республики)                         | Тибет (протекторат Китайской Республики)                 | далай-лама                                                  | Тхуптэн Гьяцо (Далай-лама XIII)                                                       | 1879—1933            |  |
|                                                              | Трансиордания (протекторат Великобритании)                       | Трансиордания (протекторат Великобритании)               | Эмир                                                        | Абдалла ибн Хусейн                                                                    | 1921—1946            |  |
| Премьер-министр                                              | Трансиордания (протекторат Великобритании)                       | Трансиордания (протекторат Великобритании)               | Али Рида Баша ар-Рикаби Хасан Халид Абу аль-Худа            | (1922—1923, 1924—1926) (1921—1922, 1923) (1923—1924, 1926—1931)                       |                      |  |
|                                                              | Тувинская Народная Республика                                    | Тувинская Народная Республика                            | Председатель президиума Малого Хурала                       | Дондук Куулар Нимачап                                                                 | 1924—1926 —1929      |  |
| Председатель Совета министров                                | Тувинская Народная Республика                                    | Тувинская Народная Республика                            | Дондук Куулар                                               | 1925—1929                                                                             |                      |  |
| Генеральный секретарь Тувинской народно-революционной партии | Тувинская Народная Республика                                    | Тувинская Народная Республика                            | Шагдыр Монгуш Буян-Бадыргы                                  | 1924—1926 —1927                                                                       |                      |  |
|                                                              | Турция                                                           | Турция                                                   | Президент                                                   | Мустафа Кемаль                                                                        | 1923—1938            |  |
| Премьер-министр                                              | Турция                                                           | Турция                                                   | Исмет Инёню                                                 | 1923—1924, 1925—1937, 1961—1965                                                       |                      |  |
|                                                              | Япония                                                           | Япония                                                   | Император                                                   | Ёсихито (император Тайсё) Хирохито (император Сёва)                                   | 1912—1926 —1989      |  |
| Премьер-министр                                              | Япония                                                           | Япония                                                   | Такааки Като Рэйдзиро Вакацуки                              | 1924—1926 (1926—1927, 1931)                                                           |                      |  |

## Африка
| Флаг                                                                                               | Страна                                 | Страна                                 | Должность                       | Имя                                         | Начало и конец срока | Фото |
| -------------------------------------------------------------------------------------------------- | -------------------------------------- | -------------------------------------- | ------------------------------- | ------------------------------------------- | -------------------- | ---- |
| | Аусса                                  | Аусса                                  | султан                          | Яйо ибн Мухаммад                            | 1902—1927            |      |
| | Буганда (протекторат Великобритании)   | Буганда (протекторат Великобритании)   | кабака                          | Дауди Чва II                                | 1897—1939            |      |
| | Бурунди (протекторат Бельгии)          | Бурунди (протекторат Бельгии)          | Мвами (король)                  | Мвамбутса IV                                | 1915—1966            |      |
| | Джимма                                 | Джимма                                 | король                          | Абба Джифар II                              | 1878—1932            |      |
| | Египет                                 | Египет                                 | Король                          | Фуад I                                      | 1922—1936            |      |
| Премьер-министр                                                                                    | Египет                                 | Египет                                 | Ахмад Зивар-паша Адли Якан-паша | 1924—1926 (1921—1922, 1926—1927, 1929—1930) |                      |      |
| | Занзибар (протекторат Великобритании)  | Занзибар (протекторат Великобритании)  | Султан                          | Халифа ибн Харуб                            | 1911—1960            |      |
| | Либерия                                | Либерия                                | Президент                       | Чарльз Данбэр Кинг                          | 1920—1930            |      |
| | Маджиртин (протекторат Италии)         | Маджиртин (протекторат Италии)         | султан                          | Кисмаан II Осман Махмуд                     | 1860—1927            |      |
| | Марокко (протекторат Франции)          | Марокко (протекторат Франции)          | Султан                          | Мулай Юсуф                                  | 1912—1927            |      |
| | Рифская республика                     | Рифская республика                     | Президент (эмир)                | Абд аль-Крим                                | 1921—1926            |      |
| Премьер-министр                                                                                    | Рифская республика                     | Рифская республика                     | Хадж Хатми                      | 1923—1926                                   |                      |      |
| В 1926 году ликвидирована Францией, территория включена в состав Французского протектората Марокко | Рифская республика                     | Рифская республика                     |                                 |                                             |                      |      |
| | Руанда (протекторат Бельгии)           | Руанда (протекторат Бельгии)           | мвами                           | Юхи V                                       | 1896—1931            |      |
| | Салум (протекторат Франции)            | Салум (протекторат Франции)            | маад                            | Маава Сему Диуф                             | 1919—1935            |      |
| | Свазиленд (протекторат Великобритании) | Свазиленд (протекторат Великобритании) | нгвеньяма (король)              | Собуза II                                   | 1899—1982            |      |
| | Тунис (протекторат Франции)            | Тунис (протекторат Франции)            | Бей                             | Мухаммад VI аль-Хабиб                       | 1922—1929            |      |
| | Эфиопия                                | Эфиопия                                | Императрица                     | Заудиту                                     | 1916—1930            |      |
| Премьер-министр                                                                                    | Эфиопия                                | Эфиопия                                | Хабте Гиоргис Динагде           | 1909—1927                                   |                      |      |
| | Южно-Африканский Союз                  | Южно-Африканский Союз                  | Король                          | Георг VI                                    | 1910—1936            |      |
| Генерал-губернатор                                                                                 | Южно-Африканский Союз                  | Южно-Африканский Союз                  | Александр Кембридж              | 1924—1931                                   |                      |      |
| Премьер-министр                                                                                    | Южно-Африканский Союз                  | Южно-Африканский Союз                  | Джеймс Барри Герцог             | 1924—1939                                   |                      |      |

## Европа
| Флаг                                      | Страна                                                     | Страна                                                     | Должность                                                                        | Имя | Начало и конец срока                                                             | Фото |
| ----------------------------------------- | ---------------------------------------------------------- | ---------------------------------------------------------- | -------------------------------------------------------------------------------- | --- | -------------------------------------------------------------------------------- | ---- |
| Флаг Австрии                              | Австрия                                                    | Австрия                                                    | Федеральный президент                                                            | Михаэль Хайниш | 1920—1928                                                                        |      |
| Флаг Австрии                              | Австрия                                                    | Австрия                                                    | Федеральный канцлер                                                              | Рудольф Рамек Игнац Зейпель                                                                                        | 1924—1926 (1922—1924, 1926—1929)                                                 |      |
|                                           | Албания                                                    | Албания                                                    | Президент                                                                        | Ахмет Зогу | 1925—1928                                                                        |      |
| Флаг Андорры                              | Андорра                                                    | Андорра                                                    | Соправители                                                                      | Гастон Думерг, Президент Франции                                                                                   | 1924—1931                                                                        |      |
| Флаг Андорры                              | Андорра                                                    | Андорра                                                    | Соправители                                                                      | Хусти Гвитарт-и-Вилардево, Епископ Урхельский                                                                      | 1920—1940                                                                        |      |
| Флаг Бельгии                              | Бельгия                                                    | Бельгия                                                    | Король                                                                           | Альберт I | 1909—1934                                                                        |      |
| Флаг Бельгии                              | Бельгия                                                    | Бельгия                                                    | Премьер-министр                                                                  | Проспер Пулле Анри Жаспар                                                                                          | 1925—1926 —1931                                                                  |      |
|                                           | Болгария                                                   | Болгария                                                   | Царь                                                                             | Борис III | 1918—1943                                                                        |      |
| Премьер-министр                           | Болгария                                                   | Болгария                                                   | Александр Цанков Андрей Ляпчев                                                   | 1923—1926 —1931 |                                                                                  |      |
|                                           | Великобритания                                             | Великобритания                                             | Король                                                                           | Георг V | 1910—1936                                                                        |      |
| Премьер-министр                           | Великобритания                                             | Великобритания                                             | Стэнли Болдуин                                                                   | 1923—1924, 1924—1929, 1935—1937                                                                                    |                                                                                  |      |
|                                           | Венгрия                                                    | Венгрия                                                    | Регент                                                                           | Миклош Хорти | 1920—1944                                                                        |      |
| Премьер-министр                           | Венгрия                                                    | Венгрия                                                    | Иштван Бетлен                                                                    | 1921—1931 |                                                                                  |      |
|                                           | Германское государство (Веймарская республика)             | Германское государство (Веймарская республика)             | Рейхспрезидент                                                                   | Пауль фон Гинденбург                                                                                               | 1925—1934                                                                        |      |
| Рейхсканцлер                              | Германское государство (Веймарская республика)             | Германское государство (Веймарская республика)             | Ганс Лютер Вильгельм Маркс                                                       | 1925—1926 (1923—1925, 1926—1928)                                                                                   |                                                                                  |      |
|                                           | Греция                                                     | Греция                                                     | Президент                                                                        | Павлос Кунтуриотис Теодорос Пангалос                                                                               | (1924—1926, 1926—1929) 1926                                                      |      |
| Премьер-министр                           | Греция                                                     | Греция                                                     | Теодорос Пангалос Афанасиос Эфтаксиас Георгиос Кондилис Александрос Заимис       | 1925—1926 (1926, 1935) (1897—1899, 1901—1902, 1915, 1916, 1917, 1926—1928)                                         |                                                                                  |      |
| Флаг Дании                                | Дания                                                      | Дания                                                      | Король                                                                           | Кристиан X | 1912—1947                                                                        |      |
| Флаг Дании                                | Дания                                                      | Дания                                                      | Премьер-министр                                                                  | Торвальд Стаунинг Томас Мадсен-Мюгдаль                                                                             | (1924—1926, 1929—1942) 1926—1929                                                 |      |
|                                           | Ирландское Свободное государство (доминион Великобритании) | Ирландское Свободное государство (доминион Великобритании) | Король                                                                           | Георг V | 1922—1936                                                                        |      |
| Генерал-губернатор                        | Ирландское Свободное государство (доминион Великобритании) | Ирландское Свободное государство (доминион Великобритании) | Тимоти Хили                                                                      | 1922—1928 |                                                                                  |      |
| Председатель исполнительного совета       | Ирландское Свободное государство (доминион Великобритании) | Ирландское Свободное государство (доминион Великобритании) | Уильям Томас Косгрейв                                                            | 1922—1932 |                                                                                  |      |
|                                           | Исландия                                                   | Исландия                                                   | Король                                                                           | Кристиан X | 1918—1944                                                                        |      |
| Премьер-министр                           | Исландия                                                   | Исландия                                                   | Йоун Магнуссон Магнус Гвюдмюндссон Йоун Тодлаукссон                              | (1918—1922, 1924—1926) 1926 —1927                                                                                  |                                                                                  |      |
|                                           | Испания                                                    | Испания                                                    | Король                                                                           | Альфонсо XIII | 1886—1931                                                                        |      |
| Премьер-министр                           | Испания                                                    | Испания                                                    | Мигель Примо де Ривера                                                           | 1923—1930 |                                                                                  |      |
|                                           | Италия                                                     | Италия                                                     | Король                                                                           | Виктор Эммануил III                                                                                                | 1900—1946                                                                        |      |
| Премьер-министр                           | Италия                                                     | Италия                                                     | Бенито Муссолини                                                                 | 1922—1943 |                                                                                  |      |
|                                           | Латвия                                                     | Латвия                                                     | Президент                                                                        | Янис Чаксте | 1922—1927                                                                        |      |
| Премьер-министр                           | Латвия                                                     | Латвия                                                     | Карлис Улманис Артур Алберингс Маргерс Скуениекс                                 | (1920—1921, 1925—1926, 1931, 1934—1940) 1926 (1926—1928, 1931—1933)                                                |                                                                                  |      |
|                                           | Литва                                                      | Литва                                                      | Президент                                                                        | Александрас Стульгинскис Казис Гринюс Антанас Сметона                                                              | 1920—1926 —1940                                                                  |      |
| Премьер-министр                           | Литва                                                      | Литва                                                      | Ляонас Бистрас Миколас Слежявичюс Аугустинас Вольдемарас                         | 1925—1926 (1918—1919, 1919, 1926) (1918, 1926—1929)                                                                |                                                                                  |      |
|                                           | Лихтенштейн                                                | Лихтенштейн                                                | Князь                                                                            | Иоганн II | 1858—1929                                                                        |      |
| Премьер-министр                           | Лихтенштейн                                                | Лихтенштейн                                                | Густав Шедлер                                                                    | 1922—1928 |                                                                                  |      |
| Флаг Люксембурга                          | Люксембург                                                 | Люксембург                                                 | Великая герцогиня                                                                | Шарлотта | 1919—1964                                                                        |      |
| Флаг Люксембурга                          | Люксембург                                                 | Люксембург                                                 | Премьер-министр                                                                  | Пьер Прюм Жозеф Беш                                                                                                | 1925—1926 (1926—1937, 1953—1958)                                                 |      |
| Флаг Монако                               | Монако                                                     | Монако                                                     | Князь                                                                            | Луи II | 1922—1949                                                                        |      |
| Флаг Монако                               | Монако                                                     | Монако                                                     | Премьер-министр                                                                  | Морис Пьет | 1923—1932                                                                        |      |
| Флаг Нидерландов                          | Нидерланды                                                 | Нидерланды                                                 | Королева                                                                         | Вильгельмина | 1890—1948                                                                        |      |
| Флаг Нидерландов                          | Нидерланды                                                 | Нидерланды                                                 | Премьер-министр                                                                  | Хендрик Колейн Дирк Ян де Гер                                                                                      | (1925—1926, 1933—1939) (1926—1929, 1939—1940)                                    |      |
| Флаг Норвегии                             | Норвегия                                                   | Норвегия                                                   | Король                                                                           | Хокон VII | 1905—1957                                                                        |      |
| Флаг Норвегии                             | Норвегия                                                   | Норвегия                                                   | Премьер-министр                                                                  | Йохан Лудвиг Мовинкель Ивар Ликке                                                                                  | (1924—1926, 1928—1931, 1933—1935) 1926—1928                                      |      |
| Флаг Польши                               | Польша                                                     | Польша                                                     | Президент                                                                        | Станислав Войцеховский Мацей Ратай (и. о.) Игнаций Мосцицкий                                                       | 1922—1926 (1922, 1926) 1926—1939                                                 |      |
| Флаг Польши                               | Польша                                                     | Польша                                                     | Премьер-министр                                                                  | Александр Скшиньский Винценты Витос Казимир Бартель Юзеф Пилсудский                                                | 1925—1926 (1920—1921, 1923, 1926) (1926, 1928—1929, 1929—1930) (1926—1928, 1930) |      |
|                                           | Португалия                                                 | Португалия                                                 | Президент                                                                        | Бернардину Машаду Жозе Мендиш Кабесадаш Мануэл Гомеш да Кошта Ошкар Кармона                                        | (1915—1917, 1925—1926) 1926 —1951                                                |      |
| Премьер-министр                           | Португалия                                                 | Португалия                                                 | Антониу Мария да Силва Жозе Мендиш Кабесадаш Мануэл Гомеш да Кошта Ошкар Кармона | (1920, 1922—1923, 1925, 1925—1926) 1926 —1928                                                                      |                                                                                  |      |
|                                           | Румыния                                                    | Румыния                                                    | Король                                                                           | Фердинанд I | 1914—1927                                                                        |      |
| Премьер-министр                           | Румыния                                                    | Румыния                                                    | Ионел Брэтиану Александру Авереску                                               | (1909—1911, 1914—1918, 1918—1919, 1922—1926, 1927) (1918, 1920—1921, 1926—1927)                                    |                                                                                  |      |
| Флаг Сан-Марино                           | Сан-Марино                                                 | Сан-Марино                                                 | Капитаны-регенты                                                                 | Валерио Паскуали и Марко Маркуччи Манлио Гоци и Джузеппе Муларони Джулиано Гоци и Руджеро Морри                    | 1925—1926 —1927                                                                  |      |
|                                           | Святой Престол                                             | Святой Престол                                             | Папа                                                                             | Пий XI | 1922—1939                                                                        |      |
|                                           | Королевство сербов, хорватов и словенцев                   | Королевство сербов, хорватов и словенцев                   | Король                                                                           | Александр I Карагеоргиевич                                                                                         | 1921—1934                                                                        |      |
| Премьер-министр                           | Королевство сербов, хорватов и словенцев                   | Королевство сербов, хорватов и словенцев                   | Никола Пашич Никола Узунович                                                     | (1918, 1921—1924, 1924—1926) (1926—1927, 1934)                                                                     |                                                                                  |      |
|                                           | Союз Советских Социалистических Республик                  | Союз Советских Социалистических Республик                  | Председатели ВЦИК                                                                | Михаил Калинин (от РСФСР)                                                                                          | 1922—1938                                                                        |      |
| Григорий Петровский (от Украинской ССР)   | Союз Советских Социалистических Республик                  | Союз Советских Социалистических Республик                  | Председатели ВЦИК                                                                | 1920—1938 |                                                                                  |      |
| Александр Червяков (от Белорусской ССР)   | Союз Советских Социалистических Республик                  | Союз Советских Социалистических Республик                  | Председатели ВЦИК                                                                | 1922—1937 |                                                                                  |      |
| Газанфар Мусабеков (от Закавказской СФСР) | Союз Советских Социалистических Республик                  | Союз Советских Социалистических Республик                  | Председатели ВЦИК                                                                | 1925—1938 |                                                                                  |      |
| Недирбай Айтаков (от Туркменской ССР)     | Союз Советских Социалистических Республик                  | Союз Советских Социалистических Республик                  | Председатели ВЦИК                                                                | 1925—1938 |                                                                                  |      |
| Файзулла Ходжаев (от Узбекской ССР)       | Союз Советских Социалистических Республик                  | Союз Советских Социалистических Республик                  | Председатели ВЦИК                                                                | 1925—1937 |                                                                                  |      |
| Председатель Совета народных комиссаров   | Союз Советских Социалистических Республик                  | Союз Советских Социалистических Республик                  | Алексей Рыков                                                                    | 1924—1930 |                                                                                  |      |
| Генеральный секретарь ЦК ВКП(б)           | Союз Советских Социалистических Республик                  | Союз Советских Социалистических Республик                  | Иосиф Сталин                                                                     | 1925—1952 |                                                                                  |      |
|                                           | Финляндия                                                  | Финляндия                                                  | Президент                                                                        | Лаури Кристиан Реландер                                                                                            | 1925—1931                                                                        |      |
| Премьер-министр                           | Финляндия                                                  | Финляндия                                                  | Кюёсти Каллио Вяйнё Таннер                                                       | (1922—1924, 1925—1926, 1929—1930, 1936—1937) 1926—1927                                                             |                                                                                  |      |
|                                           | Франция                                                    | Франция                                                    | Президент                                                                        | Гастон Думерг | 1924—1931                                                                        |      |
| Премьер-министр                           | Франция                                                    | Франция                                                    | Аристид Бриан Эдуар Эррио Раймон Пуанкаре                                        | (1909—1911, 1913, 1915—1917, 1921—1922, 1925—1926, 1929) (1924—1925, 1926, 1932) (1912—1913, 1922—1924, 1926—1929) |                                                                                  |      |
|                                           | Чехословакия                                               | Чехословакия                                               | Президент                                                                        | Томаш Масарик | 1918—1935                                                                        |      |
| Премьер-министр                           | Чехословакия                                               | Чехословакия                                               | Антонин Швегла Ян Чёрный                                                         | (1922—1926, 1926—1929) (1920—1921, 1926)                                                                           |                                                                                  |      |
| Флаг Швейцарии                            | Швейцария                                                  | Швейцария                                                  | Президент                                                                        | Генрих Хеберлин | 1926, 1931                                                                       |      |
|                                           | Швеция                                                     | Швеция                                                     | Король                                                                           | Густав V | 1907—1950                                                                        |      |
| Премьер-министр                           | Швеция                                                     | Швеция                                                     | Рикард Сандлер Карл Густав Экман                                                 | 1925—1926 (1926—1928, 1930—1932)                                                                                   |                                                                                  |      |
|                                           | Эстонская Республика                                       | Эстонская Республика                                       | Государственный старейшина                                                       | Яан Теэмант | 1925—1927, 1932                                                                  |      |

## Океания
| Флаг                | Страна                             | Должность          | Имя                     | Начало и конец срока | Фото |
| ------------------- | ---------------------------------- | ------------------ | ----------------------- | -------------------- | ---- |
|                     | Австралия                          | Король             | Георг V                 | 1910—1936            |      |
| Генерал-губернатор  | Австралия                          | Джон Бэрд          | 1925—1931               |                      |      |
| Премьер-министр     | Австралия                          | Стэнли Брюс        | 1923—1929               |                      |      |
| Флаг Новой Зеландии | Новая Зеландия                     | Король             | Георг V                 | 1910—1936            |      |
| Флаг Новой Зеландии | Новая Зеландия                     | Генерал-губернатор | Чарльз Фергюссон        | 1924—1930            |      |
| Флаг Новой Зеландии | Новая Зеландия                     | Премьер-министр    | Гордон Коутс            | 1925—1928            |      |
| Флаг Тонги          | Тонга (протекторат Великобритании) | Королева           | Салоте Тупоу III        | 1918—1965            |      |
| Флаг Тонги          | Тонга (протекторат Великобритании) | Премьер            | Вилиами Тунги Маилефихи | 1923—1941            |      |

## Северная и Центральная Америка
| Флаг                          | Страна                    | Должность                        | Имя                                                                                                  | Начало и конец срока                                    | Фото |
| ----------------------------- | ------------------------- | -------------------------------- | --- | ------------------------------------------------------- | ---- |
|                               | Гаити                     | Президент                        | Луи Борно                                                                                            | 1922—1930                                               |      |
| Флаг Гватемалы                | Гватемала                 | Президент                        | Хосе Мария Орельяна Пинто Ласаро Чакон Гонсалес                                                      | 1921—1926 —1931                                         |      |
| Флаг Гондураса                | Гондурас                  | Президент                        | Мигель Пас Бараона                                                                                   | 1925—1929                                               |      |
| Флаг Доминиканской Республики | Доминиканская Республика  | Президент                        | Орасио Васкес                                                                                        | 1924—1930                                               |      |
|                               | Канада                    | Король                           | Георг V                                                                                              | 1910—1936                                               |      |
| Генерал-губернатор            | Канада                    | Джулиан Бинг Фримен Фримен-Томас | 1921—1926 —1931                                                                                      |                                                         |      |
| Премьер-министр               | Канада                    | Уильям Макензи Кинг Артур Мейен  | (1921—1926, 1926—1930, 1935—1948) (1920—1921, 1926)                                                  |                                                         |      |
|                               | Коста-Рика                | Президент                        | Рикардо Хименес Ореамуно                                                                             | 1910—1914, 1924—1928, 1932—1936                         |      |
|                               | Куба                      | Президент                        | Херардо Мачадо                                                                                       | 1925—1933                                               |      |
|                               | Мексика                   | Президент                        | Плутарко Элиас Кальес                                                                                | 1924—1928                                               |      |
|                               | Никарагуа                 | Президент                        | Карлос Хосе Солорсано Гутьеррес Эмилиано Чаморро Варгас Себастьян Уриса (и. о.) Адольфо Диас Ресинос | 1925—1926 (1917—1921, 1926) 1926 (1911—1917, 1926—1929) |      |
|                               | Панама                    | Президент                        | Родольфо Чиари                                                                                       | 1924—1928                                               |      |
| Флаг Сальвадора               | Сальвадор                 | Президент                        | Альфонсо Киньонес Молина                                                                             | 1914—1915, 1918—1919, 1923—1927                         |      |
|                               | Соединённые Штаты Америки | Президент                        | Калвин Кулидж                                                                                        | 1923—1929                                               |      |

## Южная Америка
| Флаг           | Страна    | Должность | Имя                                            | Начало и конец срока            | Фото |
| -------------- | --------- | --------- | ---------------------------------------------- | ------------------------------- | ---- |
| Флаг Аргентины | Аргентина | Президент | Марсело Торкуато де Альвеар                    | 1922—1928                       |      |
| Флаг Боливии   | Боливия   | Президент | Фелипе Сегундо Гусман Эрнандо Силес Рейес      | 1925—1926 —1930                 |      |
|                | Бразилия  | Президент | Артур Бернардис Вашингтон Луис Перейра ди Соза | 1922—1926 —1930                 |      |
|                | Венесуэла | Президент | Хуан Висенте Гомес                             | 1908—1913, 1922—1929, 1931—1935 |      |
| Флаг Колумбии  | Колумбия  | Президент | Педро Нель Оспина Васкес Мигель Абадиа Мендес  | 1922—1926 —1930                 |      |
|                | Парагвай  | Президент | Элихио Айяла                                   | 1923—1924, 1924—1928            |      |
|                | Перу      | Президент | Аугусто Легия                                  | 1908—1912, 1919—1930            |      |
| Флаг Уругвая   | Уругвай   | Президент | Хосе Серрато Бергеро                           | 1923—1927                       |      |
| Флаг Чили      | Чили      | Президент | Эмилиано Фигероа                               | 1925—1927                       |      |
| Флаг Эквадора  | Эквадор   | Президент | Верховная военная хунта Исидро Айора           | 1925—1926 —1931                 |      |

## Комментарии
1. ↑  Первый король Бутана. Скончался 21 августа 1926 года в возрасте около 65 лет.
2. ↑  Старший сын Угьена Вангчука.
3. ↑  Вновь занял пост в 1933 году.
4. ↑  Премьер-министр в 1910—1911, 1914—1915, 1917 и в 1923 годах.
5. ↑  Лидер Аньхойской клики китайских военных. Свернут и арестован 10 апреля 1926 года в ходе переворота Народной армии в Пекине. 17 апреля в Пекин вошла армия правителя Маньчжурии маршала Чжан Цзолиня и Дуань Цижуй бежал в Тяньцзинь, а затем в Шанхай, где умер в 1936 году.
6. ↑  Чиновник и дипломат времён Империи, связанный браком с династией Цин. Перешёл на сторону республики, был послом в России, Японии и Франции. Исполнял обязанности главы государства как премьер-министр. Отправлен в отставку Чжан Цзолинем. Скончался в 1933 году.
7. ↑  Дипломат и писатель, премьер-министр в 1921, 1922 и 1924 годах. Получил образование в США. Назначен главой правительства и премьер-министром по требованию У Пейфу, но не получил поддержки Чжан Цзолиня и подал в отставку. Послу ухода с поста был послом в СССР, представителем в Лиге Наций. В 1949 году прилетал в Москву для переговоров о прекращении гражданской войны в Китае. Скончался в 1950 году.
8. ↑  Представитель Чжилийской клики китайских военных, адмирал. С 1922 года командовал военным флотом. Подал в отставку 24 сентября. После отставки направлен Чан Кайши с военной миссией по изучению опыта военно-морских сил ведущих держав. Скончался в 1933 году.
9. ↑  Политик и дипломат, премьер-министр в 1924 году.
10. ↑  15 февраля подал в отставку, передав функции главы правительства генералу Цзе Дэяо. Скончался в 1964 году.
11. ↑  Военный, генерал-лейтенант. Назначен на пост президентом Дуань Цижуем. 18 марта подал в отставку, но она не была принята. В апреле вместе с Дуань Цижуем бежал в Тяньцзинь, скончался в 1940 году.
12. ↑  Захватил Хиджаз в ходе Недждо-хиджазской войны (1924—1925) и был коронован 8 января 1926 года в Мекке как король Хиджаза.
13. ↑  Султан Неджда. Захватил Хиджаз в ходе Недждо-хиджазской войны (1924—1925) и был коронован 8 января 1926 года в Мекке как король Хиджаза. 16 февраля 1926 года новое государство признано СССР, 20 мая 1927 года — Великобританией.
14. ↑  Пятый наследственный премьер-министр рода Рана, генерал-фельдмаршал.
15. ↑  Тяжело заболел в 1918 году, в связи с его невозможностью исполнять свои обязанности в 1921 году было учреждено регентство. В начале декабря 1925 года было объявлено, что император заболел пневмонией. Скончался от сердечного приступа ночью на 25 декабря 1926 года в Токио в возрасте 47 лет.
16. ↑  Сын императора Ёсихито, первоначально носил титул принца Мити, фактический наследник престола с 1912 года, официально объявлен наследным принцем 2 ноября 1916 года. С 25 ноября 1921 года — регент.
17. ↑  Скоропостижно скончался от пневмонии в своём кабинете в Токио 28 января 1926 года.
18. ↑  Юрист, работал в системе министерства финансов Японии. Занимал посты министра финансов и министра внутренних дел. После скоропостижной смерти Такааки Като стал лидером партии Кэнсэйкай и премьер-министром.
19. ↑  14 января 1926 года подал в отставку из-за конфликта внутри партии между организацией Штирии и сторонниками И.Зайпеля. 15 января сформировал новый кабинет с опорой на Христианско-социальную партию и пангерманцев. 15 октября вновь подал в отставку после обвинений министров в злоупотреблениях и провала переговоров с профсоюзом почтово-телеграфных служащих. В 1930 году возглавил Национальный совет. Скончался в 1941 году в Вене.
20. ↑  Федеральный канцлер в 1923—1924 годах. 18 октября ему было поручено формирование кабинета. На следующий день И. Зейпель получил поддержку парламента и сформировал кабинет с опорой на прежнюю парламентскую коалицию.
21. ↑  Клерикал. Подал в отставку 9 мая 1926 года, не дожидаясь решения парламента о доверии его кабинету. Скончался в 1937 году.
22. ↑  Клерикал. Юрист, адвокат, занимал посты министра экономики, министра внутренних дел, министра иностранных дел. Сформировал кабинет после ряда безуспешных попыток других политиков.
23. ↑  Подал в отставку под давлением общественного мнения и обвинений в репрессиях. Был председателем Народного собрания, в 1944 году эмигрировал в Австрию, где возглавил правительство в изгнании. В 1945 году был заочно приговорён к смертной казни, в 1949 году уехал в Аргентину, где и скончался в 1959 году.
24. ↑  Представитель партии Демократический сговор. Участник Сербо-болгарской и Балканских войн. Неоднократно занимал министерские посты.
25. ↑  Беспартийный, возглавлял коалиционный кабинет партии Центра, демократов, Немецкой народной партии, Баварской народной партии и беспартийных. По инициативе социал-демократов получил вотум недоверия в рейхстаге 12 мая 1926 года после того, как разрешил вывешивание старого кайзеровского флага на государственных учреждениях. После отставки работал в бизнесе, был председателем Имперского банка, поддерживал А.Гитлера. В 1933—1937 годах посол в США. Скончался в 1962 году в Дюссельдорфе.
26. ↑  Представитель католической партии Центра. Рейхсканцлер в 1923—1925 годах. Сформировал коалиционный кабинет партии Центра, Немецкой народной партии и Баварской народной партии. 17 декабря подал в отставку и в январе 1927 года сформировал новый коалиционный кабинет.
27. ↑  Военный, адмирал. Временный президент. Ушёл в отставку под давлением правительства Т.Пангалоса. Восстановлен на посту временного президента после переворота 22 августа. Конституционный президент с 24 августа 1926 года.
28. ↑  4 января 1926 года провозгласил себя диктатором Греции. С 6 апреля временный президент, 12 апреля избран президентом, 18 апреля официально вступил на пост. Свергнут в ходе переворота 22 августа 1926 года. В 1930—1932 годах находился в заключении, после 1941 года сотрудничал с германскими оккупационными властями. Скончался в 1952 году в Афинах.
29. ↑  Военный, генерал. Ушёл в отставку после избрания президентом.
30. ↑  Занимал посты министра образования, министра национальной экономики. Смещён в ходе переворота 22 августа. Скончался в 1931 году.
31. ↑  Военный, генерал в отставке. Воевал на Крите, в Македонии, участник Балканских войн. Депутат, политик, организатор переворота 22 августа 1926 года. Провёл парламентские выборы и передал власть политическим партиям. С 1933 года министр вооружённых сил, в 1935 году — регент Греции.
32. ↑  Лидер Либеральной партии, победившей на выборах 7 ноября 1926 года. С 1897 года неоднократно возглавлял правительство Греции.
33. ↑  Социал-демократ. Ушёл в отставку 14 декабря 1926 года после ослабления позиций Социал-демократический партии на парламентских выборах 2 декабря 1926 года. В 1929 году вновь возглавил правительство.
34. ↑  Представитель либеральной партии Венстре, усилившей свои позиции в Фолькетинге на парламентских выборах 2 декабря 1926 года. Фермер, затем директор сельскохозяйственного колледжа, председатель Союза датских фермеров. Депутат парламента, министр сельского хозяйства (1920—1924).
35. ↑  Журналист, адвокат, уехал из Ирландии, начинал клерком на фабрике в Лондоне, долгое время был депутатом парламента. Предложен на пост генерал-губернатора У.Косгрейвом.
36. ↑  Подал в отставку 6 мая 1926 года после конфликта по вопросам финансовой политики. В 1931 году вновь возглавил правительство.
37. ↑  Один из основателей Латышского крестьянского союза. Фермер, проходил обучение в Германии и Норвегии. Депутат Учредительного собрания и парламента. Будучи премьер-министром взял на себя функции министра финансов. Подал в отставку после, того, как парламент не удовлетворился его объяснениями, почему не назначается новый министр финансов. В дальнейшем занимал министерские посты. Скончался в 1934 году от пневмонии.
38. ↑  Статистик по образованию, социал-демократ. Получил экономическое образование в Москве. Участник революции 1905 года, жил в эмиграции в Лондоне. Сформировал кабинет по поручению президента Чаксте и был утверждён парламентом при 52 голосах «за», 22 «против» и 2 воздержавшихся.
39. ↑  Истёк четырёхлетний срок полномочий.
40. ↑  Премьер-министр в 1920—1922 годах. Избран новым Сеймом. Свергнут в ходе переворота 17 декабря 1926 года, осуществлённого армией во главе с майором Повиласом Плехавичюсом, помещён под домашний арест. При режиме Сметоны работал врачом, в 1944 году выехал в Германию, с 1947 года жил в США. Скончался в 1950 году в Чикаго.
41. ↑  Представитель партии таутининков (Союз литовских националистов). Президент в 1919—1920 годах. Избран Сеймом на 4 года, до 19 декабря 1931 года.
42. ↑  Христианский демократ. Подал в отставку после победы ляудининков и социал-демократов на выборах в Сейм в мае 1926 года. В 1938 году сослан правительством Сметоны, в 1940 году арестован советскими властями. С 1945 по 1950 год жил в Каунасе, затем вновь арестован. Освобождён в 1954 году. Скончался в 1971 году в Каунасе.
43. ↑  Премьер-министр в 1918—1919 годах. Представитель Литовской социалистической народной демократической партии (ляудининков). Возглавил правительство после победы ляудининков и социал-демократов на выборах в Сейм в мае 1926 года. Свергнут в ходе переворота 17 декабря 1926 года, арестован. При режиме Сметоны работал в столичном муниципалитете, в ряде банков. Скончался в 1939 году в Каунасе.
44. ↑  Представитель партии таутининков. Премьер-министр в 1918 году.
45. ↑  Представитель Антиреволюционной партии. Подал в отставку 14 ноября 1925 года после раскола клерикалов по вопросу о представительстве в Ватикане. После отставки был сенатором, в 1933 году вновь возглавил правительство.
46. ↑  Представитель Христианско-исторического союза. Юрист и журналист, доктор права. Депутат с 1907 года, с 1921 года неоднократно занимал пост министра финансов. Министр внутренних дел в кабинете Х.Колейна.
47. ↑  Представитель социально-либеральной партии Венстре. Подал в отставку 13 февраля 1926 года. В 1928 году вновь возглавил правительство.
48. ↑  Представитель консервативной партии Хейре. Предприниматель, депутат с 1916 года, президент Стортинга с 1919 года, делегат на сессии Лиги наций. Сформировал консервативное правительство с участием независимых депутатов.
49. ↑  После начала военного мятежа маршала Ю.Пилсудского вернулся из загородной резиденции в Варшаву и 12 мая провёл с Пилсудским безуспешные переговоры на мосту Понятовского. 14 мая вместе с правительством эвакуировался из столицы в Вилянов, где принял решение об отставке. Утром 15 мая передал полномочия маршалу Сейма М.Ратаю. Отошёл от большой политики, преподавал, опубликовал ряд трудов о кооперативном движении. В Варшаве пережил германскую оккупацию, скончался в 1953 году.
50. ↑  Маршал Сейма. Исполнял функции главы государства в 1922 году и после отставки С.Войцеховского. В 1928 году снял полномочия маршала Сейма, в 1930-х избирался депутатом. Расстрелян в 1940 году германскими властями за участие в польском подполье.
51. ↑  Учился в Варшаве и Риге, изучал физику, математику и химию. Социалист, хороший знакомый Ю.Пилсудского. В 1892 году участвовал в покушении на варшавского генерал-губернатора и эмигрировал из Российской империи в Лондон. Оставил политику, сделал учёную карьеру в Швейцарии, стал профессором химии. С 1912 года работал в Львовском университете, после 1918 года также занимался бизнесом в независимой Польше. 31 мая 1926 года его кандидатура в президенты была предложена К.Бартелем и одобрена Ю.Пилсудским. 1 июня 1926 года во второму туре голосования в Сейме избран президентом, победив графа Адольфа Бниньского.
52. ↑  Граф. Возглавлял правительство национальных демократов и социалистов. После того, как 20 апреля 1926 года социалисты вышли из правительства, отклонил режим финансовой экономии, подал в отставку, но она была принята президентом только 5 мая. После прихода к власти Ю.Пилсудского занимался бизнесом. Скончался в 1931 году от травм, полученных в автокатастрофе.
53. ↑  Премьер-министр в 1920—1921 и в 1923 годах, представитель партии «Пяст». Формирование правительства поручено 9 мая. Сформировал кабинет с опорой на «Пяст», Христианский союз национального единства, Народную трудовую партию и Национальный народный союз. 14 мая в Вилянове настоял на прекращении сопротивления Ю.Пилсудскому и подал в отставку. Возглавлял оппозицию в Сейме, в 1930 году был арестован, заключён в тюрьму в Бресте и судим. В 1933 году выслан в Чехословакию. Вернулся в Польшу в 1939 году, в 1945 году стал вице-председателем Крайовой Рады Народовой. Скончался в Кракове в октябре 1945 года.
54. ↑  Окончил Львовский и Мюнхенский университеты. Профессор геометрии Львовского политехнического института Служил в австро-венгерской армии, участвовал в польско-украинской кампании. Подполковник. Занимал пост министра железных дорог, с 1922 года депутат сейма, один из лидеров Лейбористской партии. Назначен главой правительства по требованию Ю.Пилсудского. и сформировал временный беспартийный кабинет, приведённый к присяге вечером 15 мая. 6 июня сформировал новое правительство на постоянной основе. Подал в отставку после того, как 24 сентября Сейм выразил недоверие двум министрам, но 27 сентября президент вновь назначил правительство в прежнем составе. 30 сентября вновь подал в отставку после того, как Сейм скорректировал предложенный правительством бюджет . В 1928 году вновь стал премьер-министром.
55. ↑  Военный, маршал, глава Польского государства в 1918—1922 годах. В 1923 году отошёл от политики и жил на своей вилле в Сулеювеке. Утром 12 мая 1926 года прибыл в Рембертов, где по приказу военного министра генерала Люциана Желиговского были собраны верные ему войска, и выступил против властей республики. 14 мая, после боёв, восставшим удалось установить контроль над Варшавой и принудить президента и правительство к отставке. Да самой своей смерти в 1935 году Ю.Пилсудский оставался фактическим диктатором Польши. 31 мая 1926 года он был избран президентом, однако отказался занять этот пост. 28 августа был президентским декретом назначен Генеральным инспектором армии с широкими полномочиями, а 2 октября возглавил правительство.
56. ↑  Подал в отставку в условиях начавшейся 28 мая 1926 года Национальной революции. Эмигрировал во Францию. В 1940 году, после начала германской оккупации получил убежище на родине. Скончался в Порту в 1944 году.
57. ↑  Военный моряк, капитан 1-го ранга. Служил на флоте, в колониях. Один из руководителей антимонархической революции 1910 года. Перешёл в оппозицию Первой республике, один из руководителей антиправительственного выступления в Лиссабоне. Смешён с постов президента и премьер-министра под давлением армии. Продолжил служить на флоте, занимал высокие командные посты, находился в оппозиции режиму А.Салазара. Скончался в 1965 году.
58. ↑  Военный, генерал. Служил в колониях, участник военной кампании в Мозамбике и боевых действий Первой мировой войны во Франции. 28 мая 1926 года возглавил поход армии на Лиссабон и 6 июня триумфально вступил в столицу. Занял посты президента и премьер-министра после того, как вынудил уйти в отставку Мендиша Кабесадаша. Арестован военными ночью на 9 июля и выслан на Азорские острова. В 1927 году возвращён в Лиссабон, где скончался в 1929 году.
59. ↑  Военный, генерал, командующий 4-й дивизией в Эворе. Служил в колониях, участвовал в кампаниях Первой мировой войны в Бельгии, занимал пост военного министра. Пришёл к власти в ходе переворота 9 июля 1926 года.
60. ↑  Лидер правящей Демократической партии. Ушёл в отставку 29 мая 1926 года после того, как правительство окончательно лишилось поддержки армии. Отошёл от политики, занимался научной работой, писал мемуары. Скончался в 1950 году.
61. ↑  Лидер Национальной либеральной партии, ушёл в отставку после роспуска парламента, чтобы облегчить проведение выборов. В 1927 году вновь возглавил правительство.
62. ↑  Военный, генерал, лидер Народной партии. Премьер-министр в 1918, 1920-21 годах. На парламентских выборах 25 мая м 10 июня 1926 года его партия получила больше половины голосов избирателей.
63. ↑  Представитель Радикальной партии. Подал в отставку 5 апреля 1926 года после выхода из правительства хорватов во главе с Степаном Радичем (1 апреля). Скоропостижно скончался от инсульта в декабре 1926 года после аудиенции у короля, который подверг критики его сына, обвинённого в получении взяток.
64. ↑  Представитель Радикальной партии. Судья, депутат парламента, в прошлом мэр города Ниш. 17 мая 1926 года подал в отставку после того, как Скупщина приняла решение о расследовании фактов взяточничества сына Николы Пашича, однако отставка не была принята.
65. ↑  Один из лидеров партии Аграрный союз. Подал в отставку 23 ноября 1926 года после конфликта с фракцией Шведской народной партии, выступавшей против мероприятий по ограничению использования шведского языка. В 1929 году вновь возглавил правительство.
66. ↑  Социал-демократ, председатель Социал-демократической партии. Был сенатором, кандидат в президенты в 1925 году. 24 ноября 1926 года принял предложение президента сформировать правительство парламентского меньшинства.
67. ↑  VIII кабинет А.Бриана ушёл в отставку 6 марта 1926 года. 9 марта Бриан сформировал свой IX кабинет (республиканцы-социалисты, республиканская левая, радикал-социалисты, радикальная левая, независимые социалисты, левые республиканцы и демократическая левая) продержавшийся до 15 июня 1926 года. 23 июня Бриан сформировал X кабинет с опорой на те же фракции, однако 17 июля вновь подал в отставку. Вновь сформировал правительство в 1929 году.
68. ↑  Лидер радикалов и Левого блока, премьер-министр в 1924—1925 годах. Сформировал последнее правительство распадающегося Левого блока (радикал-социалисты, республиканско-демократическая левая, левые республиканцы и внефракционные депутаты). Вновь возглавил правительство в 1932 году.
69. ↑  Лидер правого Демократического альянса. Президент в 1913—1920, премьер-министр в 1912—1913, и 1922—1924 годах. Сформировал правое «Правительство национального единения» (Республиканский союз, республиканские социалисты, радикал-социалисты, радикальная левая, левые республиканцы, Республиканское и социальное действие и Республиканский демократический союз).
70. ↑  16 марта 1926 года из-за разногласий в правящей коалиции было объявлено о болезни и отпуске Швеглы. 17 марта парламент отклонил вотум недоверия правительству по обвинению в неуважении к национальным меньшинствам, но вечером Швегла подал в отставку.
71. ↑  Премьер-министр в 1920—1921 годах. Начальник Политического управления Моравии. Сформировал внепартийное правительство. После отставки занимал министерские посты. В 1939 году вышел на пенсию, жил в уединении. Скончался в 1959 году.
72. ↑  Социал-демократ. Правительству отказано в поддержке парламентом после решения Сандлера не выдавать пособие по безработице, что привело к шахтёрским забастовкам. После отставки был министром иностранных дел (1932—1939), представителем в ООН, губернатором Евлеборга и пр. Скончался в 1964 году.
73. ↑  С детства работал батраком, сделал карьеру в общественных организациях. Был главным редактором газеты, депутатом Рикстага. С 1924 года лидер Партии свободомыслящих. Сформировал кабинет из представителей своей партии и либералов.
74. ↑  Военный, генерал. Скоропостижно скончался 26 сентября 1926 года от стенокардии в отеле в городе Антигуа-Гватемала.
75. ↑  Военный, генерал. Вице-президент, правая рука генерала Х.Орельяны. Назначен президентом после его смерти Х. М. Орельяны.
76. ↑  Вернулся в Великобританию, с 1928 года был комиссаром полиции Лондона. В 1932 году произведён в фельдмаршалы. Скончался в 1935 году.
77. ↑  Британский аристократ, барон. Служил в Австралии, был губернатором Бомбея и Мадраса. По возвращении в Великобританию стал членом Палаты лордов. 5 августа 1926 года назначен генерал-губернатором Канады.
78. ↑  Получил вотум недоверия после коррупционного скандала в органах таможни.
79. ↑  Либерал, сформировал кабинет после победы Либеральной партии на внеочередных парламентских выборах 14 сентября 1926 года.
80. ↑  Консерватор, премьер-министр в 1920—1921 годах. После того, как кабинет потерпел поражение в парламенте, парламент был распущен генерал-губернатором 3 июля 1926 года.
81. ↑  Консерватор, избранный президент. Фактически отстранён от власти в результате переворота 1925 года. После отставки эмигрировал в США. Скончался в Коста-Рике в 1936 году.
82. ↑  . Генерал. Руководитель переворота 1925 года. Ушёл в отставку в условиях гражданской войны по рекомендации посредников из США. В 1927 году возглавил Консервативную партию, в 1936 году эмигрировал, вернулся после амнистии. Сотрудничал с режимом семейства Сомоса. Скончался в 1966 году.
83. ↑  Временный президент, сенатор. Консерватор, участник восстания против режима Х. С. Селайи в 1907 году. Бежал из тюрьмы, после свержения Селайи был депутатом Конгресса. Дата смерти неизвестна.
84. ↑  Президент в 1911—1917 годах, консерватор. После отставки занимался бизнесом в горнодобывающей отрасли. Избран президентом на совместном заседании палат Конгресса.
85. ↑  Близкий сподвижник И.Иригойена, один из основателей Гражданского радикального союза в 1891 году. Юрист, участник заговоров и переворотов 1890,1899 и 1905 годов. Депутат, в 1917 году отправлен послом во Францию. На президентских выборах 2 апреля 1922 года заочно одержал победу над Норберто Пинейро от Национальной концентрации, Карлоса Ибаргурена от Прогрессивно-демократической партии и социалиста Николаса Репетто. В сентябре вернулся в Буэнос-Айрес на французском корабле. Срок полномочий — 6 лет, до 12 октября 1928 года.
86. ↑  Временный президент на время проведения президентских выборов. После отставки вернулся к преподавательской деятельности. Скончался в 1932 году.
87. ↑  Представитель Республиканской социалистической партии. Адвокат, преподаватель, ректор университета «Чукисака». Был сенатором, министром образования и военной колонизации в правительстве Х. Б. Сааведры. Избран на президентских выборах 1 декабря 1925 года, победив кандидата от Подлинной республиканской партии Даниэля Саламанку. Срок полномочий — четыре года, до 10 января 1930 года.
88. ↑  Истёк четырёхлетний срок президентских полномочий. Занял место в сенате, но потерял его после революции 1930 году. Участвовал в антиправительственном движении 1932 года, был выслан в Португалию, вернулся в 1934 году. Неоднократно избирался депутатом Конгресса. Скончался в 1955 году.
89. ↑  Адвокат, историк и политик, занимал пост губернатора штата Сан-Паулу. Кандидат от Республиканской паулистской партии. На президентских выборах 1 марта 1926 года победил генерала Жоакима Франсишку ди Ассиса Бразила.
90. ↑  Представитель Консервативной партии. Истёк четырёхлетний срок президентских полномочий. Скончался в Медельине в июле 1927 года.
91. ↑  Представитель Консервативной партии, победивший на президентских выборах 14 февраля 1926 года. С 1894 года занимал посты министра финансов, министра юстиции, министра иностранных дел и др. Член Госсовета (1914—1818). Срок полномочий — 4 года, до 7 августа 1930 года.
92. ↑  Врач- хирург, преподаватель университета. Получил образование в Германии. В 1926 году министр социального обеспечения. Назначен правительством временным президентом.